# José Manuel Arnáiz
José Manuel Arnáiz Díaz (ur. 15 kwietnia 1995 r. w Talavera de la Reina) – hiszpański piłkarz występujący na pozycji napastnika w Leganés.

## Kariera klubowa

### Real Valladolid
Arnáiz zaliczył swój debiut dla UD Talavery w 2013 mając zaledwie 18 lat. 6 maja 2013 roku przeszedł do młodzieżówki Realu Valladolid.
7 listopada 2015 roku po dobrych występach w rezerwach, Arnáiz zaliczył swój profesjonalny debiut wchodząc z ławki za Pedro Tibę w meczu z CD Leganés w meczu Segunda División. 8 czerwca 2016 roku przedłużył swój kontrakt do 2019 roku oraz został definitywnie włączony do pierwszego zespołu.
Pierwszą profesjonalną bramkę strzelił 21 sierpnia 2016 roku w meczu z Realem Oviedo. Sezon 2016/2017 zakończył z 12 bramkami i był kluczowym zawodnikiem swojego zespołu.

### Barcelona
25 sierpnia 2017 roku został zawodnikiem występującej w Segunda División FC Barcelony B.
24 października 2017 roku zadebiutował w pierwszej drużynie Barcelony w wygranym 3–0 meczu Pucharu Króla z Realem Murcia. W tym meczu Arnáiz strzelił również swojego debiutanckiego gola dla Barcelony.
Arnáiz zaliczył swój debiut w Primera División 7 stycznia 2018 roku w meczu z Levante UD zmieniając w 85 minucie meczu Sergiego Roberto.

### Leganes
13 sierpnia 2018 roku został zawodnikiem CD Leganés.

## Sukcesy

### Barcelona
- Mistrzostwo Hiszpanii: 2017/2018
- Puchar Króla: 2017/2018